# Le Luart
Le Luart is een gemeente in het Franse departement Sarthe (regio Pays de la Loire). De plaats maakt deel uit van het arrondissement Mamers. Le Luart telde op 1 januari 2022 1.454 inwoners.

## Geografie
De oppervlakte van Le Luart bedroeg op 1 januari 2022 12,23 vierkante kilometer; de bevolkingsdichtheid was toen 118,9 inwoners per km².

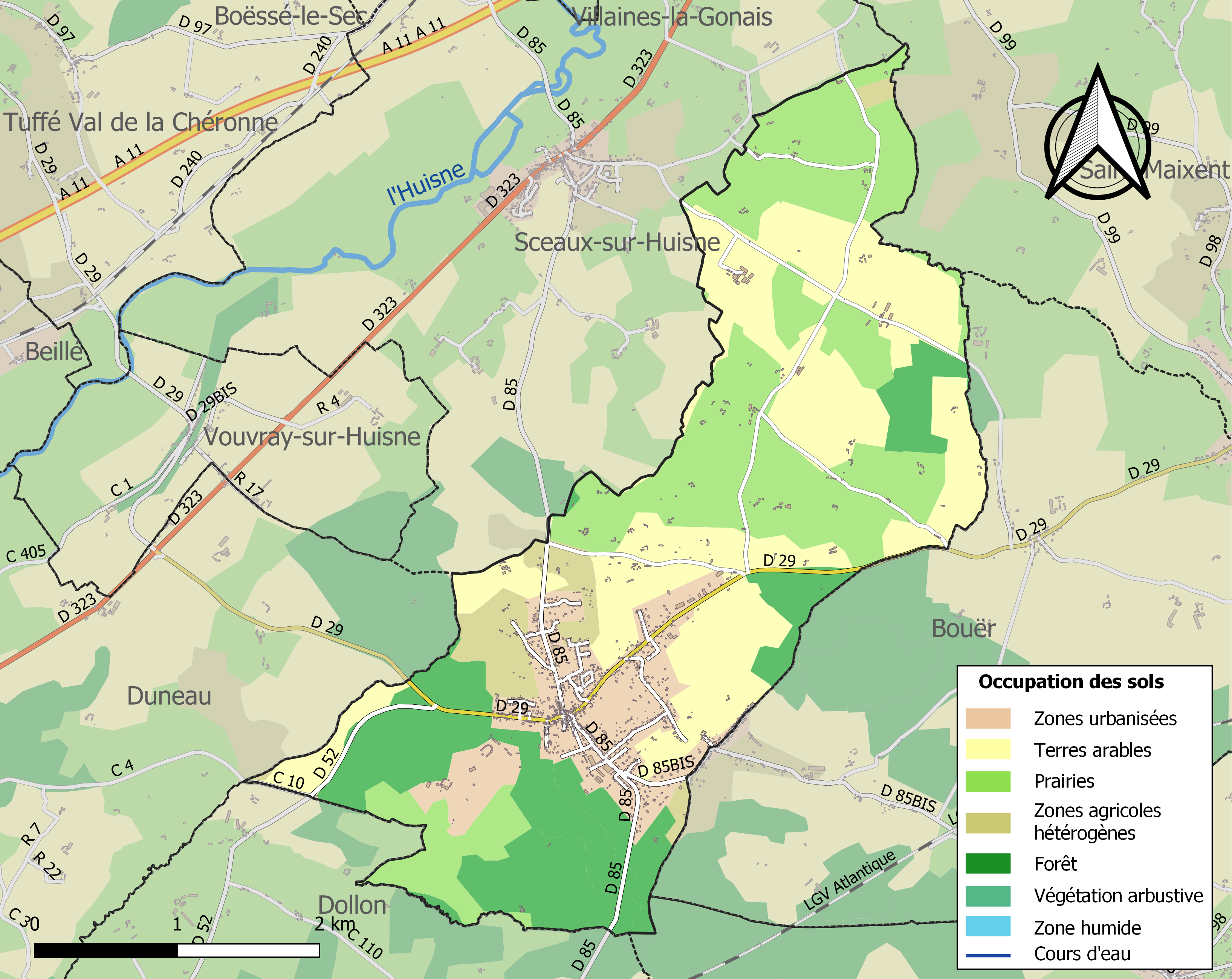
Kaart van de gemeente met de belangrijkste infrastructuur, bodemgebruik en omliggende gemeenten

## Demografie
Onderstaande figuur toont het verloop van het inwonertal (bron: INSEE-tellingen).

## Afbeeldingen

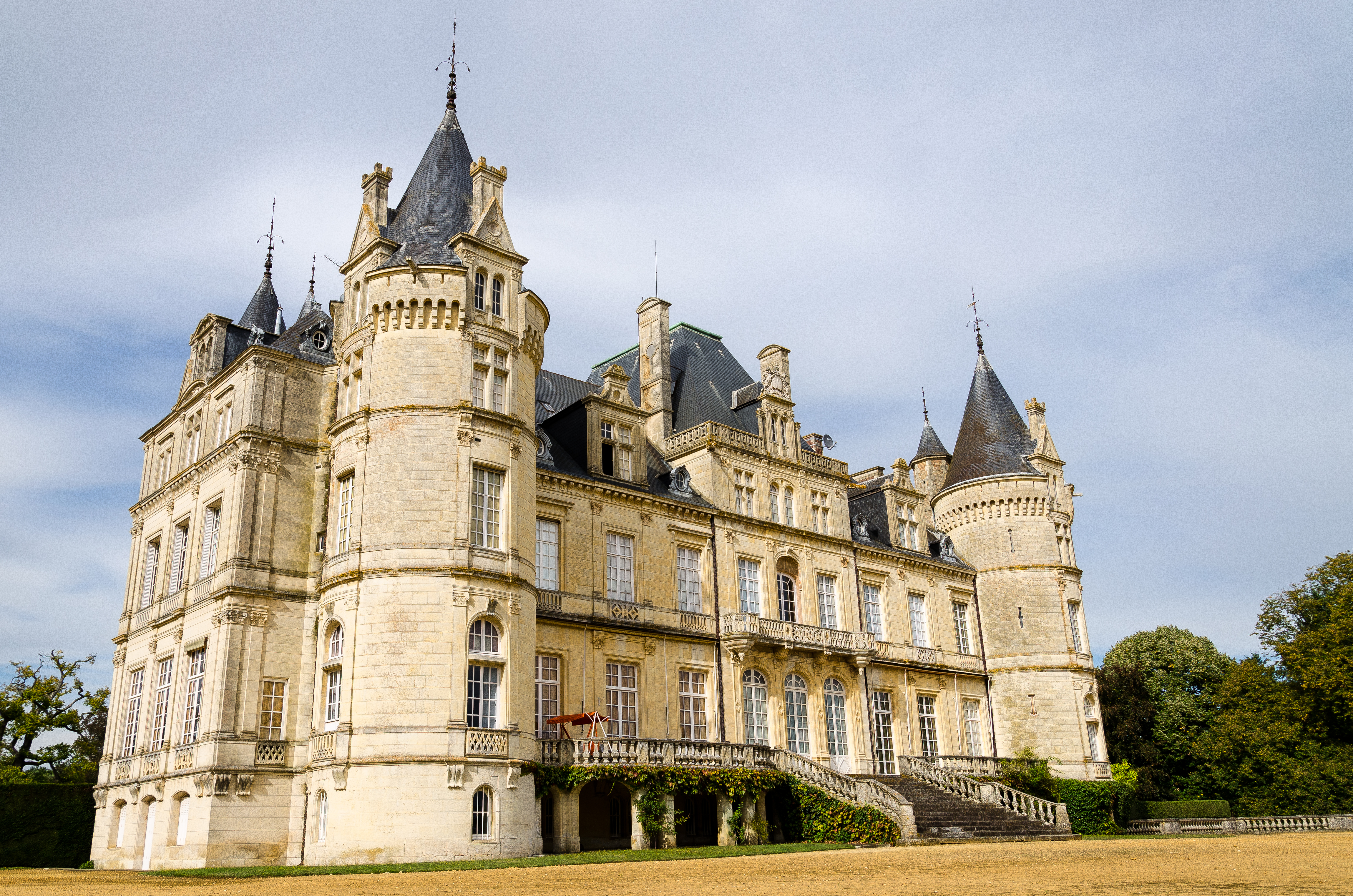
Kasteel van Le Luart
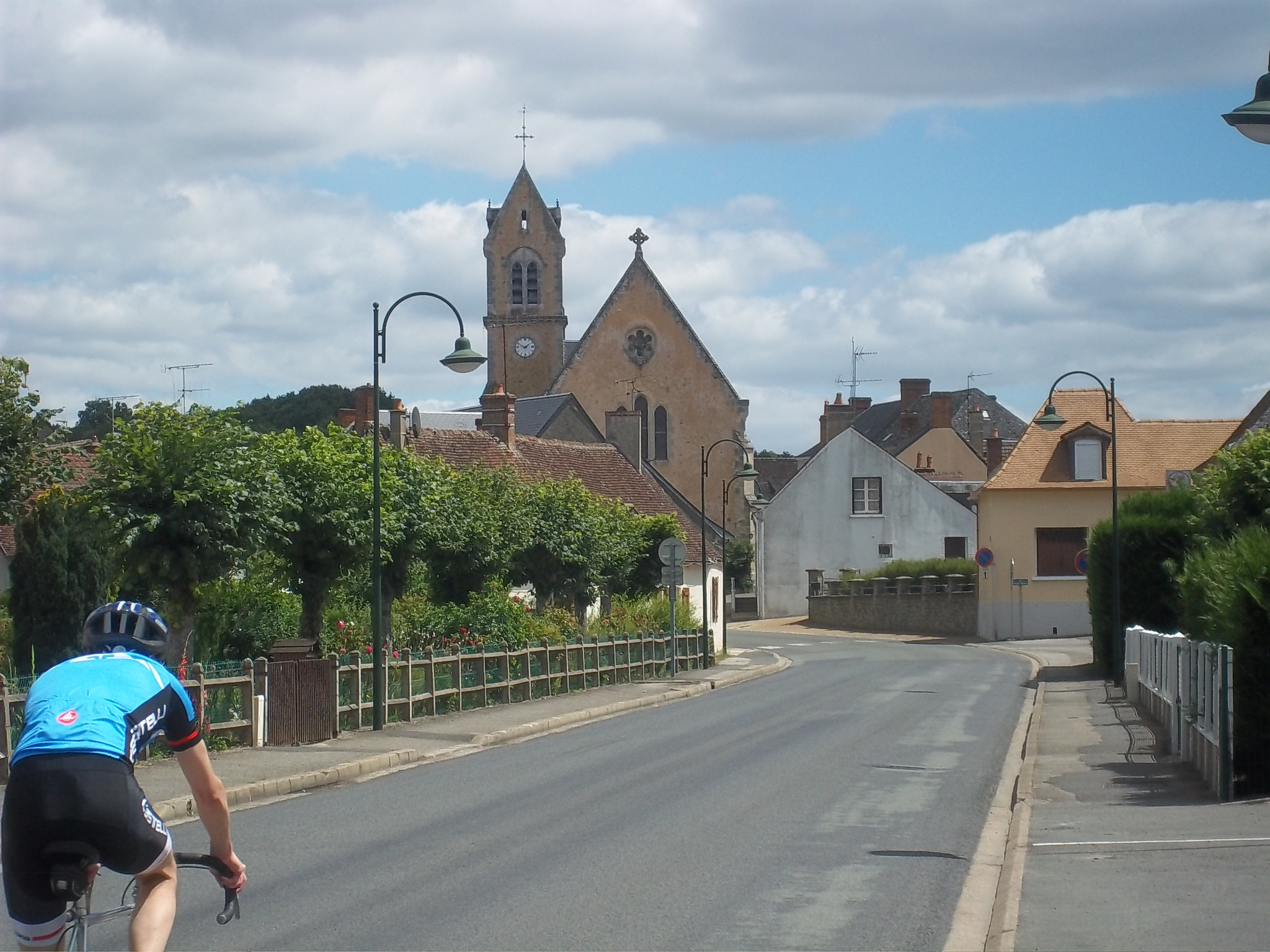
Entree van Le Luart